# 鳴門市阿波おどり
鳴門市阿波おどり（なるとしあわおどり）は、徳島県鳴門市で毎年8月9日 - 8月11日の3日間開催される阿波踊りである。この時期になると、徳島の各地で阿波踊りが行なわれるが、その中でも先陣を切って開催される。

## 概要
鳴門駅から西側に伸びる大通りに、東西2つの有料演舞場が設けられる。また、その南側に並行する大道銀天街および駅前のディスカウントストア「ダイレックス」の駐車場でも演舞が繰り広げられる。期間中は、上記を含むエリアには交通規制が敷かれ、歩行者天国となる。有料演舞場の周辺には模擬店が並び、多くの人出で賑わう。鳴門市だけでなく、徳島市からも著名な連が参加する。
開催に先立つ8月7日には撫養川一帯で「鳴門市納涼花火大会」が、8月8日には鳴門市文化会館で「鳴門市選抜阿波おどり」がそれぞれ開催され、初日8月9日の午前中には鳴門公園の千畳敷で演舞が行われる。また、大鳴門橋の「渦の道」での演舞「阿波踊り IN 渦の道」が3 - 6月および9 - 10月の土曜日を中心に行なわれている。

## 有名連
徳島市の有名連も参照のこと
- 鳴門市阿波踊り振興協会
  - うず潮連、渦月連、太閤連、鳴門浮々連、なると市連、満月連、鳴潮連

## 歴史
- 1965年（昭和40年） - 観光振興として開催日を徳島市阿波踊りの直前にあたる8月10日 - 12日の3日間に固定（後に8月9日 - 11日に変更）し、撫養街道に桟敷席を設ける[2]。
- 1966年（昭和41年） - 選抜阿波踊り大会を開始[2]。
- 1967年（昭和42年） - 鳴門公園の千畳敷でのパフォーマンスを開始[2]。
- 1970年（昭和45年） - 桟敷席を鳴門駅西側に移動、現在の位置になる[2]。
- 1972年（昭和47年）9月 - フランスのディジョンで開かれた「ブドウまつり国際伝統祭」に出演[2]。
- 1993年（平成5年）8月 - ドイツのリューネブルクで開かれた市民祭に出演[2]。
- 2004年（平成16年） - 大鳴門橋の「渦の道」でのパフォーマンス「阿波踊り IN 渦の道」を開始[2]。
- 2009年（平成21年）5月 - 中華人民共和国湖南省の張家界で開かれた「中国張家界国際カントリー音楽祭」に出演[3]。
- 2010年（平成22年）3月 - ハワイのホノルルで開かれた「第16回ホノルルフェスティバル」に出演[4]。
- 2010年（平成22年）8月 - アニメ『NARUTO -ナルト-』の劇場公開に合わせて、西演舞場の看板を全て『NARUTO』の絵柄のものとし[5][6]、最終日には声優3名（竹内順子、中村千絵、増川洋一）が西演舞場にてトークショーを行なった[7]。